# Rhododendron mucronulatum
Espèce
Classification phylogénétique
Rhododendron mucronulatum, l’azalée mucronée, est un arbuste vivace à feuilles caduques du sous-genre Tsutsusi.

## Habitat
Rhododendron mucronulatum pousse dans les sous-bois de sapin et les forêts de cèdres-dicotylédones sur les pentes de montagne. On le trouve en Mongolie, en Corée, en Chine et au Japon.

## Description
C'est un arbuste ramifié à feuilles caduques pouvant atteindre 3 m de haut. Les jeunes pousses sont couleur brun-rouille, la couleur devient grise avec l'âge. En automne, les feuilles deviennent jaune et violet.
Les fleurs mesurent jusqu'à 5 cm de diamètre et sont rose violacé.
La capsule est oblonggue et mesure 1,7cm de long. Les fruits murissent fin septembre.
Les fleurs abondantes et colorées font de cet arbuste un arbuste d'ornement.

## Variétés
- Rhododendron mucronulatum var. ciliatum
- Rhododendron mucronulatum var. maritimum

## Sources
- (ru) Cet article est partiellement ou en totalité issu de l’article de Wikipédia en russe intitulé « Рододендрон остроконечный » (voir la liste des auteurs).

1. ↑  IPNI. International Plant Names Index. Published on the Internet http://www.ipni.org, The Royal Botanic Gardens, Kew, Harvard University Herbaria & Libraries and Australian National Botanic Gardens., consulté le 1 août 2020.